# الکساندرو دیوردیتا
الکساندرو دیوردیتا (انگلیسی: Alexandru Diordiță؛ ۱۳ سپتامبر ۱۹۱۱ – ۱ آوریل ۱۹۹۶) سیاستمدار، و دیپلمات اهل مولداوی بود.
الکساندرو دیوردیتا در ۱ آوریل ۱۹۹۶، در سن ۸۴ سالگی درگذشت.
وی همچنین برندهٔ جوایزی همچون نشان لنین، نشان انقلاب اکتبر، و نشان پرچم سرخ کار شده‌است.